# A Monster Like Me (пісня)
«A Monster Like Me» («Монстр, як я») — це пісня у виконанні норвезького співака Мьорланда та швейцарсько-норвезької співачки Дебри Скарлетт, яка була написана Мьорландом. Пісня представляла Норвегію на Євробаченні 2015 року. Випущена у цифровому форматі в Норвегії 17 лютого 2015 року, пізніше включена у перший студійний альбом Мьорланда Make a Sail (2016). Пісня також виграла композиторську нагороду Марселя Безенсона у 2015 році.

## Melodi Grand Prix 2015
Під час прес-конференції «Melodi Grand Prix 2015» 21 січня 2015 року «Monster Like Me» було оголошено однією з одинадцяти пісень, які змагаються за представництво Норвегії на Євробаченні 2015 у Відні, Австрія. Пісня була виконана дев'ятою та була однією з чотирьох пісень, які продовжили золотий фінал. Пісня набрала загалом 88869 голосів, лише на 3496 голосів випередивши опонента, і отримала можливість змагатися у Відні.
Після виграшу «Melodi Grand Prix» пісня зайняла 24 місце у VG-списку.

## Музичне відео
Відеокліп вперше вийшов на YouTube 20 лютого 2015 року загальною тривалістю три хвилини та тринадцять секунд. На ньому показано двох співаків, які готуються прийняти гостей на вечерю, коли Скарлетт виливає флакон з червоною рідиною у келихи з водою під час кульмінації пісні, гості за столом починають поводитися дивно, коли Мьорланд і Скарлетт сидять поза увагою до всього хаосу.

## Трек-лист
| Цифрове завантаження | Цифрове завантаження | Цифрове завантаження |
| #                    | Назва                | Тривалість           |
| -------------------- | -------------------- | -------------------- |
| 1.                   | «A Monster Like Me»  | 3:04                 |

## Чарти
| Чарт (2015)                         | Найвища позиція |
| ----------------------------------- | --------------- |
| Австрія (Ö3 Австрія — 40 найкращих) | 17              |
| Бельгія (Ультратип Фландрія)        | 42              |
| Ісландія (RÚV)                      | 3               |
| Німеччина (офіційні німецькі чарти) | 92              |
| Норвегія (VG-список)                | 23              |
| Sweden Heatseekers (Швейцарія)      | 2               |
| Швейцарія (Schweizer Hitparade)     | 45              |

## Сертифікати
| Регіон                                                      | Сертифікація | Продажі |
| ----------------------------------------------------------- | ------------ | ------- |
| Норвегія (IFPI Norway)                                      | Платиновий   | 40 000  |
| продажі+прослуховування, що базуються лише на сертифікаціях |              |         |

## Історія випусків
| Регіон   | Дата              | Формат               | Лейбл   |
| -------- | ----------------- | -------------------- | ------- |
| Норвегія | 17 лютого 2015 р. | Цифрове завантаження | Mørland |